# Фикароло
Фикароло је насеље у Италији у округу Ровиго, региону Венето.
Према процени из 2011. у насељу је живело 2007 становника. Насеље се налази на надморској висини од 9 м.

## Становништво
Према резултатима пописа становништва 2011. у општини је живело 2.609 становника.
| 1951. | 1961. | 1971. | 1981. | 1991. | 2001. | 2011. |
| ----- | ----- | ----- | ----- | ----- | ----- | ----- |
| 4.510 | 3.559 | 3.242 | 3.291 | 2.900 | 2.764 | 2.609 |